# PERSON of INTEREST 犯罪予知ユニット (シーズン2)
アメリカのテレビドラマシリーズ『PERSON of INTEREST 犯罪予知ユニット』（原題: Person of Interest）のシーズン2は、2012年9月27日から2013年5月9日までアメリカCBSで放送された。本シーズンは、ケルター・フィルムズ、バッド・ロボット・プロダクションズ、ワーナー・ブラザーズ・テレビジョンによって製作され、ジョナサン・ノーラン、グレッグ・プレイグマン、J.J.エイブラムズ、ブライアン・バークが製作総指揮を務めた。
視聴率はシーズン1より上昇し、平均視聴者数は1,607万人で、2012-13年シーズンのテレビ番組で5番目に多く視聴されたシリーズとなった。批評家からは好意的な評価を得ており、多くの人が前シーズンより改善されたと評価し、演技、脚本、題材を賞賛している。2013年3月、CBSは次シーズンの製作を発表した。

## 主な登場人物
ジョン・リース
元CIA捜査官で元陸軍特殊部隊所属。アルコール中毒になって放浪しているところをフィンチに拾われ、フィンチの活動を手伝うようになる。各エピソードに挿入される回想シーンで過去が徐々に明らかになっていく。かつてはジェシカという恋人がいたが、従軍している間にジェシカは別の男と婚約してしまい、その後に事故死してしまう。CIA時代はマーク・スノーの元で殺し屋として活動していた。現在はCIAからだけでなく、FBIやニューヨーク市警からも追われており、正体不明のため「背の高いスーツの男」と呼ばれている。
ハロルド・フィンチ
天才プログラマー。同僚のネイサン・イングラムとともにマシンを開発した。マシンを政府に売却した後、イングラムが死亡し、彼も事故死したことにして、婚約者にも生きていることを知らせずに姿をくらました。その後も常にマシンの出力を知ることができ、政府が対処しない巷の計画殺人を未然に防ぐことをライフワークにし、それをリースに手伝わせる。
ライオネル・ファスコ
ニューヨーク市警殺人課の刑事。悪徳刑事だったがリースにしっぽを掴まれてからは嫌々手伝うようになる。
ジョス・カーター
ファスコの同僚刑事。ファスコとともにフィンチとリースの活動を手伝う。正義感が強い。高校生の息子を持つ。
キャロライン・トゥーリング（本名：サム・グローブス、通称：ルート）
フィンチを襲ってマシンにアクセスしようとするハッカー。
ニコラス・ドネリー
FBI捜査官。リースやHRを捜査しており、カーターたちのオフィスに頻繁に出入りしている。
パトリック・シモンズ
ニューヨーク市警の制服警官。HRに所属し、ファスコに頻繁に接触してくる。

## キャスト
（カッコ内は役名）

### メイン
- ジム・カヴィーゼル （ジョン・リース）
- タラジ・P・ヘンソン （ジョス・カーター）
- ケヴィン・チャップマン （ライオネル・ファスコ）
- マイケル・エマーソン （ハロルド・フィンチ）

### リカーリング
- エイミー・アッカー （キャロライン・トゥーリング、サム・グローブス、ルート）
- ジェイ・O・サンダース（「特別顧問」）
- ボリス・マクギヴァー（英語版）（ハーシュ）
- マイケル・ケリー（マーク・スノー）
- アニー・パリッセ（カーラ・スタントン）
- エンリコ・コラントーニ（カール・イライアス）
- ペイジ・ターコ（英語版）（ゾーイ・モーガン）
- ブレナン・ブラウン（ニコラス・ドネリー）
- ロバート・ジョン・バーク（パトリック・シモンズ）
- キャリー・プレストン（英語版）（グレース・ヘンドリクス）
- ケン・レオン（レオン・タオ）
- クラーク・ピーターズ（アロンゾ・クイン）

## エピソード
| 通算 | 話数 | タイトル                 | 原題               | 監督                         | 米国放送日     | 視聴者数 (万人) |
| ---- | ---- | ------------------------ | ------------------ | ---------------------------- | -------------- | --------------- |
| 24   | 1    | 緊急プラン               | The Contingency    | Richard J. Lewis             | 2012年9月27日  | 1,428           |
| 25   | 2    | 欠陥                     | Bad Code           | ジョン・カサー               | 2012年10月4日  | 1,458           |
| 26   | 3    | 美しき迷い子             | Masquerade         | Jeffrey Hunt                 | 2012年10月18日 | 1,393           |
| 27   | 4    | 引き金                   | Triggerman         | ジェームズ・ホイットモア・Jr | 2012年10月25日 | 1,403           |
| 28   | 5    | 葬られた記者             | Bury the Lede      | Jeffrey Hunt                 | 2012年11月1日  | 1,366           |
| 29   | 6    | 出会いの奇跡             | The High Road      | Félix Alcalá                 | 2012年11月8日  | 1,487           |
| 30   | 7    | 選択                     | Critical           | フレデリック・E・O・トーイ   | 2012年11月15日 | 1,457           |
| 31   | 8    | 旅の始まり               | 'Til Death         | ヘレン・シェイヴァー         | 2012年11月29日 | 1,443           |
| 32   | 9    | 再会                     | C.O.D.             | クラーク・ジョンソン         | 2012年12月6日  | 1,418           |
| 33   | 10   | スーツの男               | Shadow Box         | Stephen Surjik               | 2012年12月13日 | 1,408           |
| 34   | 11   | 完全なる方程式           | 2πR                | Richard J. Lewis             | 2013年1月3日   | 1,623           |
| 35   | 12   | 尋問                     | Prisoner's Dilemma | Chris Fisher                 | 2013年1月10日  | 1,567           |
| 36   | 13   | 亡霊                     | Dead Reckoning     | ジョン・ダール               | 2013年1月31日  | 1,571           |
| 37   | 14   | 決別                     | One Percent        | Chris Fisher                 | 2013年2月7日   | 1,488           |
| 38   | 15   | 亡命者                   | Booked Solid       | フレデリック・E・O・トーイ   | 2013年2月14日  | 1,487           |
| 39   | 16   | コードネーム: インディゴ | Relevance          | ジョナサン・ノーラン         | 2013年2月21日  | 1,422           |
| 40   | 17   | 前触れ                   | Proteus            | Kenneth Fink                 | 2013年3月7日   | 1,457           |
| 41   | 18   | 大勝負                   | All In             | Tricia Brock                 | 2013年3月14日  | 1,434           |
| 42   | 19   | トロイの木馬             | Trojan Horse       | Jeffrey Hunt                 | 2013年4月4日   | 1,457           |
| 43   | 20   | 死の宣告                 | In Extremis        | Chris Fisher                 | 2013年4月25日  | 1,322           |
| 44   | 21   | カウンター・ゼロ         | Zero Day           | Jeffrey Hunt                 | 2013年5月2日   | 1,296           |
| 45   | 22   | ゴッド・モード           | God Mode           | Richard J. Lewis             | 2013年5月9日   | 1,316           |

第24話 緊急プラン
「ルート」にフィンチを誘拐されたリースがマシンに助けを求めると、マシンは公衆電話を通じて9つの単語を通告し、リースはそれがレオン・タオという男（ケン・レオン）の社会保障番号を表していることを突き止める。しかしタオはフィンチやルートのことは知らず、犯罪者集団から金を盗んで追われていた。マシンはいつものように殺人事件の予測をしただけだった。リースはマシンに対して再度フィンチの行方を教えるよう懇願し、新たな数字列を得る。それは14歳で失踪した少女の番号だった。
ルートはフィンチからマシンの秘密を聞き出そうとするがフィンチは口を割らない。彼女はマシンを買い取った国家安全保障担当補佐官（コーウィンの上司）のデントン・ウィークス（コッター・スミス）をも誘い出す。
第25話 欠陥
14歳で失踪した少女ハンナ・フライがルートであると睨むリースとカーターは21年前の失踪事件を洗い直す。当時の図書館員バーバラ・ラッセル（マーゴ・マーティンデイル）らへの聞き込みの結果、彼女は失踪直後に殺されていたことが判明するが、彼女を最後に目撃した友人サム・グローブスが現在は行方不明であり、彼女こそがルートであった。
ニューヨーク市警にはマシンのことを知る黒幕から派遣された男がコーウィン殺害事件の証拠を消去して捜査を妨害する。
ルートはウィークスを拷問するが情報は得られず、彼を殺害してフィンチを連れて移動するが、リースに追いつかれてフィンチを残して逃走する。
第26話 美しき迷い子
フィンチが誘拐後の生活に慣れようとリースの愛犬ベアと絆を深めている間、リースはマシンが指名したブラジルの外交官の娘ソフィア・カンポス（パロマ・グスマン）に近づくため、ボディーガードを装う。ソフィアは犯罪の目撃者として麻薬密売組織に命を狙われており、リースはソフィアを守って犯罪者たちを捕らえる。一方、アリシア・コーウィン事件を捜査するカーターはCIAのマーク・スノーに出会う。彼はカーラ・スタントンに自由を奪われてコーウィン周辺を嗅ぎ回っているのだった。
第27話 引き金
マシンはアイルランド系マフィアのメンバーであるライリー・キャバナー（ジョナサン・タッカー）を指名する。彼はボスから殺すように言われたアニー（ライザ・J・ベネット）と恋愛関係にあったため彼女を連れて逃げようとし、ボスから命を狙われる。懸賞金をかけられて街中の殺し屋から狙われた二人を救うため、フィンチは獄中のエライアス（第19話参照）に協力を求める。彼は収監されていてもなお自分の組織を操っており、趣味のチェスで相手に不足していた彼はフィンチが相手をすることを条件に協力する。ライリーはアニーを命がけで守るが、撃たれて死亡する。
第28話 葬られた記者
マシンはニューヨーク市長選挙を取材中の新聞記者マキシン・アンジェリス（グロリア・ヴォトシス）を指名する。彼女はHRの正体も探っており、タレコミからマフィアを家族に持つ男が黒幕であると確信して取材するが、それは偽情報で彼はHRの対抗勢力に殺されてしまう。マシンは彼女が原因となって別の人物が死ぬ予想をしたのであった。リースはゾーイ（第23話参照）の協力を得てマキシンに近づくが殺人を止めることには失敗する。FBIはHRのメンバーを一斉に逮捕するが（第23話参照）黒幕に到達できず、シモンズ（第19話参照）はファスコを脅して自分とボスに及ばないように証拠を隠滅させる。HRのボスは市長候補の選挙対策委員長アロンゾ・クイン（クラーク・ピータース）だった。
第29話 出会いの奇跡
マシンが指名したのは、郊外に住む平凡なマイホームパパ、グレアム・ワイラー（デヴィッド・デンマン）だった。しかし調べてみると彼は死亡した男の戸籍を使っていることがわかる。リースは彼を探るため、隣に家を借りてゾーイと夫婦になりすまして暮らしながら監視する。やがてワイラーがかつて窃盗グループにいたことが分かるが、同時にそのころの仲間も彼を見つけ、彼を脅して新たな強盗に彼を巻き込む。犯行現場にリースが駆けつけ、ワイラーを逃して他の仲間を逮捕しようとするが、ワイラーは自ら出頭する決意をし、司法取引をして減刑される。回想シーンでは、開発したてのマシンがフィンチをグレース・ヘンドリクスに引き合わせる。
第30話 選択
マシンは再びレオン・タオ（第24話参照）の番号を出力し、リースは彼がギャングに追われているところを救い出す。次に指名されたのは心臓外科医マデレイン・エンライト（シャロン・リール）で、彼女はエネルギー企業の社長ヴェルトの手術を行おうとしているが、彼女の前に謎の男アリステア・ウェズリー（ジュリアン・サンズ）が現れ、手術を失敗してヴェルトを死なせろと言う。さもないと彼女のパートナーのエイミーの命は無いと脅す。フィンチはタオに手伝わせてヴェルトの敵を探させ、ヴェルトの会社の株が暴落すると莫大な利益を得る者がいることが分かる。ウェズリーはその関係者であると推測されるが、リースが対面すると元MI6の工作員と思われる。リースとフィンチはギリギリのところでエイミーを保護してヴェルトの手術を成功させ、ウェズリーは国外に逃亡する。
カーターは別の殺人事件の捜査からスノー（第26話参照）が電機メーカーに忍び込んで出てきたところを捕まえるが、彼は体に爆弾を付けられており、リースの知る女が大きなことを企んでいると告げる。
第31話 旅の始まり
マシンは2つの番号を出力する。彼らは出版社を共同経営する夫婦サブリナ・ドレーク（フランシー・スウィフト）とダニエル・ドレーク（マーク・ペルグリノ）であった。リースとフィンチは、この2人がビジネスのために互いに相手を殺そうとしていることを知るが、仲直りさせることに成功し、彼らが雇った殺し屋たちを退治する。
カーターは麻薬捜査官のカル・ビーチャー（スターリング・K・ブラウン）と交際を始める。ファスコにも新しい恋人ロンダ（トリシア・パオルッチョ）ができる。
第32話 再会
キューバ出身のタクシー運転手のフェルミン・オルドニェス（マイケル・アービー）は、乗せた客が残していったノートパソコンを知人に売るが、そのパソコンの行方を追うエストニアのマフィアに命を狙われる。そのパソコンには犯罪者の密入国を可能にする情報が収められていたのだ。リースとフィンチは彼の身を守り抜き、事件の証拠をシークレットサービスに提供することと引き換えに、オルドニェスは家族をキューバから連れてきてもらう。
クインとシモンズはHRの復活を狙い、ファスコに手伝わせてイライアスの力を借りようとするが、逆にイライアスにハメられて警官を1人失う。もう抜けたいというファスコに業を煮やしたシモンズは、デビッドソン刑事を殺したのは警官だとカーターに匿名電話をかける。